# Cedar Point (Kansas)
Cedar Point è un comune degli Stati Uniti d'America, situato nello Stato del Kansas, nella contea di Chase.